# Parablatticida brevicornis
Parablatticida brevicornis är en stekelart som först beskrevs av Johan Wilhelm Dalman 1820.  Parablatticida brevicornis ingår i släktet Parablatticida och familjen sköldlussteklar. Arten är reproducerande i Sverige. Inga underarter finns listade i Catalogue of Life.